# Championnats du monde d'athlétisme en salle 2018
Navigation
- 1985
- 1987
- 1989
- 1991
- 1993
- 1995
- 1997
- 1999
- 2001
- 2003
- 2004
- 2006
- 2008
- 2010
- 2012
- 2014
- 2016
- 2018
- 2022
- 2024
- 2025

Les 17es championnats du monde d'athlétisme en salle se déroulent du 1er au 4 mars 2018 à la Barclaycard Arena de Birmingham, au Royaume-Uni. La ville accueille pour la deuxième fois cet événement sportif organisé par l'Association internationale des fédérations d'athlétisme (IAAF) après 2003.

## Organisation

### Processus de sélection
Birmingham obtient l'organisation de ces championnats le 15 novembre 2013 à l'occasion du congrès de l'IAAF tenu à Monaco.

### Site des compétitions
Les épreuves se disputent au sein du National Indoor Arena qui a déjà accueilli les championnats du monde en salle 2003 et les championnats d'Europe en salle 2007.

### Calendrier
| S | Séries | ½ | Demi-finale | F | Finale |

| Date →           | Jeu 1 | Jeu 1 | Jeu 1 | Jeu 1 | Ven 2 | Ven 2 | Ven 2 | Ven 2 | Sam 3 | Sam 3 | Sam 3 | Sam 3 | Dim 4 | Dim 4 | Dim 4 | Dim 4 |
| Épreuve ↓        | M     | M     | A     | A     | M     | M     | A     | A     | M     | M     | A     | A     | M     | M     | A     | A     |
| ---------------- | ----- | ----- | ----- | ----- | ----- | ----- | ----- | ----- | ----- | ----- | ----- | ----- | ----- | ----- | ----- | ----- |
| 60 m             |       |       |       |       |       |       |       |       | S     | S     | ½     | F     |       |       |       |       |
| 400 m            |       |       |       |       | S     | S     | ½     | ½     |       |       | F     | F     |       |       |       |       |
| 800 m            |       |       |       |       |       |       | S     | S     |       |       | F     | F     |       |       |       |       |
| 1 500 m          |       |       |       |       |       |       |       |       | S     | S     |       |       |       |       | F     | F     |
| 3 000 m          |       |       |       |       | S     | S     |       |       |       |       |       |       |       |       | F     | F     |
| 60 m haies       |       |       |       |       |       |       |       |       |       |       | S     | S     |       |       | ½     | F     |
| 4 × 400 m        |       |       |       |       |       |       |       |       | S     | S     |       |       |       |       | F     | F     |
| Saut en longueur |       |       |       |       |       |       | F     | F     |       |       |       |       |       |       |       |       |
| Triple saut      |       |       |       |       |       |       |       |       |       |       | F     | F     |       |       |       |       |
| Saut en hauteur  |       |       | F     | F     |       |       |       |       |       |       |       |       |       |       |       |       |
| Saut à la perche |       |       |       |       |       |       |       |       |       |       |       |       |       |       | F     | F     |
| Lancer du poids  |       |       |       |       |       |       |       |       | F     | F     |       |       |       |       |       |       |
| Heptathlon       |       |       |       |       | F     | F     | F     | F     | F     | F     | F     | F     |       |       |       |       |

| Date →           | Jeu 1 | Jeu 1 | Jeu 1 | Jeu 1 | Ven 2 | Ven 2 | Ven 2 | Ven 2 | Sam 3 | Sam 3 | Sam 3 | Sam 3 | Dim 4 | Dim 4 | Dim 4 | Dim 4 |
| Épreuve ↓        | M     | M     | A     | A     | M     | M     | A     | A     | M     | M     | A     | A     | M     | M     | A     | A     |
| ---------------- | ----- | ----- | ----- | ----- | ----- | ----- | ----- | ----- | ----- | ----- | ----- | ----- | ----- | ----- | ----- | ----- |
| 60 m             |       |       |       |       | S     | S     | ½     | F     |       |       |       |       |       |       |       |       |
| 400 m            |       |       |       |       | S     | S     | ½     | ½     |       |       | F     | F     |       |       |       |       |
| 800 m            |       |       |       |       |       |       |       |       | S     | S     |       |       |       |       | F     | F     |
| 1 500 m          |       |       |       |       |       |       | S     | S     |       |       | F     | F     |       |       |       |       |
| 3 000 m          |       |       | F     | F     |       |       |       |       |       |       |       |       |       |       |       |       |
| 60 m haies       |       |       |       |       |       |       | S     | S     |       |       | ½     | F     |       |       |       |       |
| 4 × 400 m        |       |       |       |       |       |       |       |       | S     | S     |       |       |       |       | F     | F     |
| Saut en longueur |       |       |       |       |       |       |       |       |       |       |       |       |       |       | F     | F     |
| Triple saut      |       |       |       |       |       |       |       |       | F     | F     |       |       |       |       |       |       |
| Saut en hauteur  |       |       | F     | F     |       |       |       |       |       |       |       |       |       |       |       |       |
| Saut à la perche |       |       |       |       |       |       |       |       |       |       | F     | F     |       |       |       |       |
| Lancer du poids  |       |       |       |       |       |       | F     | F     |       |       |       |       |       |       |       |       |
| Pentathlon       |       |       |       |       | F     | F     | F     | F     |       |       |       |       |       |       |       |       |

## Compétition

### Minima de qualification
| Discipline       | Hommes                         | Hommes                         | Femmes                         | Femmes                         |
| Discipline       | En salle                       | En plein air                   | En salle                       | En plein air                   |
| ---------------- | ------------------------------ | ------------------------------ | ------------------------------ | ------------------------------ |
| 60 m             | 6 s 63                         | 10 s 10 (100 m)                | 7 s 30                         | 11 s 15                        |
| 400 m            | 46 s 70                        | 45 s 00                        | 53 s 15                        | 51 s 10                        |
| 800 m            | 1 min 46 s 50                  | 1 min 44 s 0                   | 2 min 02 s 0                   | 1 min 58 s 0                   |
| 1 500 m          | 3 min 39 s 50                  | 3 min 33 s 0                   | 4 min 11 s 0                   | 4 min 02 s 0                   |
| 3 000 m          | 7 min 52 s 0                   | 7 min 40 s 0                   | 8 min 50 s 0                   | 8 min 28 s 0                   |
| 60 m haies       | 7 s 70                         | 13 s 40 (110 m haies)          | 8 s 14                         | 12 s 80 (100 m haies)          |
| Relais 4 × 400 m | Pas de minima de qualification | Pas de minima de qualification | Pas de minima de qualification | Pas de minima de qualification |
| Saut en longueur | 8,19 m                         | 8,19 m                         | 6,76 m                         | 6,76 m                         |
| Triple saut      | 17,05 m                        | 17,05 m                        | 14,30 m                        | 14,30 m                        |
| Saut en hauteur  | 2,33 m                         | 2,33 m                         | 1,97 m                         | 1,97 m                         |
| Saut à la perche | 5,78 m                         | 5,78 m                         | 4,71 m                         | 4,71 m                         |
| Lancer du poids  | 20,80 m                        | 20,80 m                        | 18,20 m                        | 18,20 m                        |

## Résultats

### Hommes
| Épreuves                 | Or | Argent | Bronze                                                                                |
| ------------------------ | --- | --- | ------------------------------------------------------------------------------------- |
| 60 m Détails             | Christian Coleman 6 s 37 (CR) | Su Bingtian 6 s 42 (AIR) | Ronnie Baker 6 s 44                                                                   |
| 400 m Détails            | Pavel Maslák 45 s 47 (SB) | Michael Cherry 45 s 84 | Deon Lendore 46 s 37                                                                  |
| 800 m Détails            | Adam Kszczot 1 min 47 s 47 | Drew Windle 1 min 47 s 99 | Saúl Ordóñez 1 min 48 s 01                                                            |
| 1 500 m Détails          | Samuel Tefera 3 min 58 s 19 | Marcin Lewandowski 3 min 58 s 39 | Abdalaati Iguider 3 min 58 s 43                                                       |
| 3 000 m Détails          | Yomif Kejelcha 8 min 14 s 41 | Selemon Barega 8 min 15 s 59 | Bethwell Birgen 8 min 15 s 70                                                         |
| 60 m haies Détails       | Andrew Pozzi 7 s 46 (SB) | Jarret Eaton 7 s 47 | Aurel Manga 7 s 54                                                                    |
| 4 × 400 m Détails        | Pologne Karol Zalewski Rafał Omelko Łukasz Krawczuk Jakub Krzewina 3 min 1 s 77 (WIR) Participation aux séries : Patryk Adamczyk | États-Unis Fred Kerley Michael Cherry Aldrich Bailey Vernon Norwood 3 min 1 s 97 (AIR) Participation aux séries : Marqueze Washington Paul Dedewo | Belgique Dylan Borlée Jonathan Borlée Jonathan Sacoor Kévin Borlée 3 min 2 s 51 (NIR) |
| Saut en hauteur Détails  | Danil Lysenko 2,36 m | Mutaz Essa Barshim 2,33 m | Mateusz Przybylko 2,29 m                                                              |
| Saut à la perche Détails | Renaud Lavillenie 5,90 m | Sam Kendricks 5,85 m | Piotr Lisek 5,85 m                                                                    |
| Saut en longueur Détails | Juan Miguel Echevarría 8,46 m (WL, PB)                                                                                           | Luvo Manyonga 8,44 m (AIR) | Marquis Dendy 8,42 m (PB)                                                             |
| Triple saut Détails      | Will Claye 17,43 m (WL) | Almir dos Santos 17,41 m (PB) | Nelson Évora 17,40 m (NIR)                                                            |
| Lancer du poids Détails  | Tomas Walsh 22,31 m (WL, AIR) | David Storl 21,44 m (SB) | Tomáš Staněk 21,44 m                                                                  |
| Heptathlon Détails       | Kevin Mayer 6 348 points (WL) | Damian Warner 6 343 points (NR) | Maicel Uibo 6 265 points (PB)                                                         |

### Femmes
| Épreuves                 | Or | Argent | Bronze |
| ------------------------ | --- | --- | --- |
| 60 m Détails             | Murielle Ahouré 6 s 97 (WL, AIR) | Marie-Josée Ta Lou 7 s 05 (PB) | Mujinga Kambundji 7 s 05 |
| 400 m Détails            | Courtney Okolo 50 s 55 (PB) | Shakima Wimbley 51 s 47 | Eilidh Doyle 51 s 60 |
| 800 m Détails            | Francine Niyonsaba 1 min 58 s 31 (WL, NIR) | Ajeé Wilson 1 min 58 s 99 (PB) | Shelayna Oskan-Clarke 1 min 59 s 81 (PB)                                                                                      |
| 1 500 m Détails          | Genzebe Dibaba 4 min 5 s 27 | Laura Muir 4 min 6 s 23 | Sifan Hassan 4 min 7 s 26 |
| 3 000 m Détails          | Genzebe Dibaba 8 min 45 s 05 | Sifan Hassan 8 min 45 s 68 (SB) | Laura Muir 8 min 45 s 78 (SB)                                                                                                 |
| 60 m haies Détails       | Kendra Harrison 7 s 70 (CR) | Christina Manning 7 s 79 | Nadine Visser 7 s 84 |
| 4 × 400 m Détails        | États-Unis Quanera Hayes Georganne Moline Shakima Wimbley Courtney Okolo 3 min 23 s 85 (CR) Participation aux séries : Joanna Atkins Raevyn Rogers | Pologne Justyna Święty-Ersetic Patrycja Wyciszkiewicz Aleksandra Gaworska Małgorzata Hołub 3 min 26 s 09 (NIR) Participation aux séries : Joanna Linkiewicz Natalia Kaczmarek | Royaume-Uni Meghan Beesley Hannah Williams Amy Allcock Zoey Clark 3 min 29 s 38 (SB) Participation aux séries : Anyika Onuora |
| Saut en hauteur Détails  | Mariya Lasitskene 2,01 m | Vashti Cunningham 1,93 m | Alessia Trost 1,93 m (SB) |
| Saut à la perche Détails | Sandi Morris 4,95 m (CR) | Anzhelika Sidorova 4,90 m (PB) | Ekateríni Stefanídi 4,80 m |
| Saut en longueur Détails | Ivana Španović 6,96 m (WL) | Brittney Reese 6,89 m (SB) | Sosthene Moguenara 6,85 m (SB)                                                                                                |
| Triple saut Détails      | Yulimar Rojas 14,63 m (WL) | Kimberly Williams 14,48 m (PB) | Ana Peleteiro 14,40 m (PB) |
| Lancer du poids Détails  | Anita Márton 19,62 m (WL, NIR) | Danniel Thomas-Dodd 19,22 m (NIR) | Gong Lijiao 19,08 m (SB) |
| Pentathlon Détails       | Katarina Johnson-Thompson 4 750 pts (SB) | Ivona Dadic 4 700 pts (SB) | Yorgelis Rodríguez 4 637 pts (NIR)                                                                                            |

### Tableau des médailles
Classement final.
L'IAAF n'inclut pas dans son tableau des médailles les athlètes concourant sous la bannière des athlètes neutres autorisés (2 médailles d'or et une médaille d'argent).
- Pays hôte

| Rang  | Nation            | Or | Argent | Bronze | Total |
| ----- | ----------------- | -- | ------ | ------ | ----- |
| 1     | États-Unis        | 6  | 10     | 2      | 18    |
| 2     | Éthiopie          | 4  | 1      | 0      | 5     |
| 3     | Pologne           | 2  | 2      | 1      | 5     |
| 4     | Grande-Bretagne   | 2  | 1      | 4      | 7     |
| 5     | France            | 2  | 0      | 1      | 3     |
| 6     | Côte d'Ivoire     | 1  | 1      | 0      | 2     |
| 7     | Cuba              | 1  | 0      | 1      | 2     |
| 7     | Tchéquie          | 1  | 0      | 1      | 2     |
| 9     | Burundi           | 1  | 0      | 0      | 1     |
| 9     | Hongrie           | 1  | 0      | 0      | 1     |
| 9     | Nouvelle-Zélande  | 1  | 0      | 0      | 1     |
| 9     | Serbie            | 1  | 0      | 0      | 1     |
| 9     | Venezuela         | 1  | 0      | 0      | 1     |
| 14    | Jamaïque          | 0  | 2      | 0      | 2     |
| 15    | Allemagne         | 0  | 1      | 2      | 3     |
| 15    | Pays-Bas          | 0  | 1      | 2      | 3     |
| 17    | Chine             | 0  | 1      | 1      | 2     |
| 18    | Autriche          | 0  | 1      | 0      | 1     |
| 18    | Brésil            | 0  | 1      | 0      | 1     |
| 18    | Canada            | 0  | 1      | 0      | 1     |
| 18    | Qatar             | 0  | 1      | 0      | 1     |
| 18    | Afrique du Sud    | 0  | 1      | 0      | 1     |
| 23    | Espagne           | 0  | 0      | 2      | 2     |
| 24    | Belgique          | 0  | 0      | 1      | 1     |
| 24    | Estonie           | 0  | 0      | 1      | 1     |
| 24    | Grèce             | 0  | 0      | 1      | 1     |
| 24    | Italie            | 0  | 0      | 1      | 1     |
| 24    | Kenya             | 0  | 0      | 1      | 1     |
| 24    | Maroc             | 0  | 0      | 1      | 1     |
| 24    | Portugal          | 0  | 0      | 1      | 1     |
| 24    | Suisse            | 0  | 0      | 1      | 1     |
| 24    | Trinité-et-Tobago | 0  | 0      | 1      | 1     |
| Total | Total             | 24 | 25     | 26     | 75    |

## Records
Un seul record du monde en salle est amélioré durant ces championnats, celui du relais 4 × 400 mètres masculin établi par l'équipe de Pologne (Karol Zalewski, Rafał Omelko, Łukasz Krawczuk et Jakub Krzewina) en finale, le 4 mars 2018, en 3 min 1 s 77. Par ailleurs, 6 records des championnats, 13 meilleures performances mondiales de l'année, et 8 records continentaux sont établis lors de cette compétition.

## Controverses

### Problèmes de visa
Plusieurs athlètes sont empêchés de recevoir des visas afin de participer à la compétition :
• L'Iranien Hassan Taftian, potentiel médaillable sur l'épreuve du 60 m, n'arrive pas à obtenir son visa pour accéder au territoire britannique. Il avait déjà manqué les mondiaux de Portland en 2016 et était arrivé seulement le jour même aux mondiaux en plein air de Londres en 2017.
• Au 800 m masculin, seuls 10 athlètes des 15 engagés sont présents aux mondiaux. L'un des grands favoris du 800 m, le Kenyan Emmanuel Korir, manque les mondiaux pour ce problème, tout comme Alex Amankwah (Ghana).
• La Néo-Zélandaise Eliza McCartney, médaillée de bronze aux Jeux olympiques de 2016 au saut à la perche, a également éprouvé des problèmes à obtenir son visa.

### Des disqualifications records
L'autre grande polémique des championnats est le nombre important de disqualifications sur les épreuves du tour de piste (400 m à 3 000 m). En effet, 27 athlètes seront disqualifiés tout le long des championnats (voir plus bas), dont 20 pour avoir empiété dans le couloir intérieur. Le 2 mars, toute la série 3 du 400 m masculin est disqualifiée pour cette raison. Ce nombre important de disqualification crée polémique et de nombreuses controverses, notamment sur la difficulté de courir en salle avec des virages inclinés,, et sur les raisons des disqualifications, dont les athlètes ne tirent aucun avantage lorsqu'ils enfreinent les règles. Des suspicions de favoritisme envers les athlètes britanniques sont notamment évoqués sur les réseaux sociaux, notamment lors du 400 m féminin, le relais 4 x 400 m féminin, et le 800 m masculin.

### Athlètes disqualifiés
Si-dessous la liste des 27 athlètes disqualifiés lors des championnats, avec la raison accompagnant celle-ci :
Faux départ :
- Chijindu Ujah (60 m, en demi-finale)[11]
- Kemar Hyman (60 m, en séries)[12]
- Abdalelah Haroun (400 m, en séries)[13],[14]
- Milan Trajkovic (60 m haies, en finale)

Obstruction d'un athlète :
- Richard Ringer (3 000 m, séries)[15]

Renverser une haie :
- Oleksiy Kasyanov (heptathlon)[16]

Changement de position lors de la zone de transmission :
- Jamaïque (relais 4 x 400 m féminin, initialement 2e de la finale en 3 min 24 s, record national)[17]

Violation du couloir :
- Óscar Husillos (400 m, initialement champion du monde en salle en battant le record d'Europe en 44 s 92)[18],[19]
- Luguelín Santos (400 m, initialement 2e de la finale en 45 s 09, record national)[18],[19]
- Stephenie Ann McPherson (400 m, en demi-finale, après s'être qualifiée pour la finale)[20],[21]
- Lea Sprunger (400 m, en demi-finale, après s'être qualifiée pour la finale)[22],[23]
- María Belibasáki (400 m, en demi-finale, après s'être qualifiée pour la finale)[24],[25]
- Bralon Taplin (400 m, en séries)[13],[14]
- Steven Gayle (400 m, en séries)[13],[14]
- Austris Kapinskis (400 m, en séries)[13],[14]
- Alonzo Russell (400 m, en séries)[13],[14]
- Nery Brenes (400 m, en séries)[26],[27]
- Miriama Senokonoko (400 m, en séries)[28]
- Maja Ciric (400 m, en séries)[29],[30]
- Donavan Brazier (800 m, en séries)[31]
- Margaret Wambui (800 m, en séries)[32]

Violation de l'incliné (couloir intérieur dans la piste) :
- Benjamin Enzema (1 500 m, séries)[33]
- Oddom Sat (1 500 m, séries)[33]
- Paul Chelimo (3 000 m, séries)[15]
- Shadrack Kipchirchir (3 000 m, finale)[15]
- Kemoy Campbell (3 000 m, séries)[15]
- Youssouf Hiss Bachir (3 000 m, séries)[15]

Disqualifications annulées :
- Drew Windle (800 m, médaillé d'argent en finale)[34],[35]
- Royaume-Uni (4 x 400 m, finale. Initialement 4e, elles sont reclassées 3e à la suite de la disqualification de la Jamaïque mais le sont à leur tour. Elles remportent finalement leur protestation)[36]

## Légende
Records et Performances
- AR : Record continental (area record)
- CR : Record des championnats (championship record)
- MR : Record du meeting (meet record)
- NR : Record national (national record)
- OR : Record olympique (olympic record)
- PR : Record paralympique (paralympic record)
- PB : Record personnel (personal best)
- SB : Meilleure performance personnelle de la saison (season's best)
- WL : Meilleure performance mondiale de l'année (world leader)
- WJR : Record du monde junior (world junior record)
- WR : Record du monde (world record)

Circonstances et Conditions
- DNF : N'a pas terminé (did not finish)
- DNS : N'a pas pris le départ (did not start)
- DQ : Disqualification (disqualification)
- NM : Aucun essai valable enregistré (No Mark)
- Q : Qualifié « directement » au prochain tour (ou à la prochaine compétition), lors d'une compétition majeure, grâce au classement ou à la réalisation des minima (automatic qualifier)
- q : Qualifié au prochain tour (ou à la prochaine compétition), lors d'une compétition majeure, grâce au repêchage ou à la réalisation de l'une des meilleures performances parmi celles des « non qualifiés directement » (grâce au meilleur temps ou à la meilleure distance par exemple) (secondary qualifier)